# Veja
Veja ("zie" in het Portugees) is een Braziliaanse nieuws- en opinieblad dat wekelijks wordt gepubliceerd in São Paulo. Het heeft een oplage van bijna 1,2 miljoen exemplaren en wordt verspreid over het hele land door Editora Abril.
Het blad werd in 1968 opgericht door journalisten Victor Civita en Mino Carta.
Veja publiceert artikelen over uiteenlopende onderwerpen zoals politiek, economie, cultuur en amusement. Een deel van het blad bestaat uit terugkerende rubrieken over onder andere film, televisie, praktische literatuur en muziek. In de staten Rio de Janeiro en São Paulo bevat het blad respectievelijk de supplementen Veja Rio en Veja São Paulo met onder andere kunst en cultuur.